# Coupe d'Allemagne de football 1983-1984
Navigation
Édition précédente Édition suivante
La coupe d'Allemagne de football 1983-1984 est la quarante et unième édition de l'histoire de la compétition. La finale a lieu à Francfort-sur-le-Main au Waldstadion.
Le Bayern Munich  remporte le trophée pour la septième fois de son histoire. Il bat en finale le Borussia Mönchengladbach
aux tirs au but (7 à 6), après un score de parité (1-1) au terme du temps règlementaire et des prolongations.
La finale est marquée par le cas Lothar Matthäus. Le joueur du Borussia Mönchengladbach est en partance pour le Bayern Munich. Il dispute quand même la finale avec le Borussia Mönchengladbach et loupe un tir au but lors de la séance des penalties. Le Bayern Munich remporte cette séance. Bien qu'il assure ne pas avoir fait exprès d'avoir loupé son tir au but, Lothar Matthäus est encore aujourd'hui considéré comme un traitre par les supporters du Borussia Mönchengladbach.

## Premier tour
Les résultats du premier tour 
| Date           | Domicile                               | Extérieur                | Score    |
| -------------- | -------------------------------------- | ------------------------ | -------- |
| 16 - 08 - 1983 | 1. Mainzer Fußball- und Sportverein 05 | VfB Stuttgart            | 0 - 1    |
| 26 - 08 - 1983 | Alemannia - Aix-la-Chapelle            | VfL Bochum               | 1 - 0    |
| 26 - 08 - 1983 | FC Schalke 04                          | Fortuna Düsseldorf       | 3 - 0    |
| 26 - 08 - 1983 | VfL Osnabrück                          | 1. FC Nuremberg          | 3 - 1    |
| 26 - 08 - 1983 | SV Heidingsfeld                        | Göppinger SV             | 5 - 1    |
| 27 - 08 - 1983 | SC Fribourg                            | Union Solingen           | 3 - 2    |
| 27 - 08 - 1983 | Werder Brême                           | Stuttgarter Kickers      | 1 - 3    |
| 27 - 08 - 1983 | FC 08 Homburg                          | Hertha BSC Berlin        | 0 - 6    |
| 27 - 08 - 1983 | SC Charlottenburg                      | SG Wattenscheid 09       | 2 - 1    |
| 27 - 08 - 1983 | Rot-Weiss Lüdenscheid                  | SSV Ulm 1846             | 3 - 2    |
| 27 - 08 - 1983 | SC Herford                             | Karlsruher SC            | 0 - 3    |
| 27 - 08 - 1983 | 1.FC Cologne (2)                       | FC Gohfeld               | 2 - 1    |
| 27 - 08 - 1983 | SpVgg Fürth                            | TuS Lingen               | 2 - 1 ap |
| 27 - 08 - 1983 | Arminia Hanovre                        | SpVgg Neu-Isenburg       | 1 - 2    |
| 27 - 08 - 1983 | ASV Burglengenfeld                     | KSV Baunatal             | 2 - 1 ap |
| 27 - 08 - 1983 | SV Waldhof Mannheim                    | Bayer Leverkusen         | 3 - 1    |
| 27 - 08 - 1983 | FC Augsbourg                           | SpVgg Bayreuth           | 2 - 1 ap |
| 27 - 08 - 1983 | SC Pfwullendorf                        | Eintracht Brunswick      | 0 - 7    |
| 27 - 08 - 1983 | SG Ellingen-Bonefeld-Willroth          | Kieler SV Holstein       | 2 - 3    |
| 27 - 08 - 1983 | Rot-Weiss Essen                        | Hanovre 96               | 3 - 4    |
| 27 - 08 - 1983 | Hambourg SV                            | Borussia Dortmund        | 4 - 1    |
| 27 - 08 - 1983 | Kultur SV Hessen Kassel                | Bayern Munich            | 0 - 3    |
| 27 - 08 - 1983 | Fortuna Cologne                        | Borussia Mönchengladbach | 2 - 3    |
| 27 - 08 - 1983 | MSV Duisbourg                          | 1. FC Kaiserslautern     | 1 - 2 ap |
| 27 - 08 - 1983 | Werder Brême                           | SV Darmstadt 98          | 5 - 0    |
| 27 - 08 - 1983 | SV Sandhausen                          | FC Uerdingen 05          | 0 - 0 ap |
| 27 - 08 - 1983 | VfR Aachen-Forst                       | 1.FC Cologne             | 1 - 6    |
| 28 - 08 - 1983 | FSV Francfort                          | Arminia Bielefeld        | 1 - 3    |
| 28 - 08 - 1983 | Hummelsbütteler SV                     | Kickers Offenbach        | 1 - 6    |
| 28 - 08 - 1983 | 1. SC Göttingen 05                     | Eintracht Francfort      | 4 - 2    |
| 28 - 08 - 1983 | TuS Schloß Neuhaus                     | BV 08 Lüttringhausen     | 2 - 0    |
| 28 - 08 - 1983 | Hassia Bingen                          | 1. FC Bocholt            | 4 - 4 ap |

Match rejoué.
| Date           | Domicile        | Extérieur     | Score |
| -------------- | --------------- | ------------- | ----- |
| 21 - 09 - 1983 | 1. FC Bocholt   | Hassia Bingen | 3 - 2 |
| 21 - 09 - 1983 | FC Uerdingen 05 | SV Sandhausen | 2 - 0 |

## Deuxième tour
Les résultats du deuxième tour.
| Date           | Domicile                  | Extérieur             | score    |
| -------------- | ------------------------- | --------------------- | -------- |
| 07 - 10 - 1983 | FC Augsbourg              | Bayern Munich         | 0 - 6    |
| 07 - 10 - 1983 | Eintracht Brunswick       | VfL Osnabrück         | 2 - 1    |
| 07 - 10 - 1983 | Alemannia Aix-la-Chapelle | SV Waldhof Mannheim   | 1 - 0    |
| 08 - 10 - 1983 | SC Charlottenburg         | FC Schalke 04         | 0 - 3    |
| 08 - 10 - 1983 | Borussia Mönchengladbach  | Arminia Bielefeld     | 3 - 0    |
| 08 - 10 - 1983 | 1.FC Cologne              | Kickers Offenbach     | 6 - 2    |
| 08 - 10 - 1983 | SC Fribourg               | Hambourg SV           | 1 - 4    |
| 08 - 10 - 1983 | Karlsruher SC             | 1. FC Kaiserslautern  | 5 - 4 ap |
| 08 - 10 - 1983 | ASV Burglengenfeld        | Werder Brême          | 0 - 3    |
| 08 - 10 - 1983 | Kieler SV Holstein        | FC Uerdingen 05       | 1 - 2    |
| 08 - 10 - 1983 | 1. FC Bocholt             | Stuttgarter Kickers   | 3 - 1    |
| 08 - 10 - 1983 | TuS Schloß Neuhaus        | Hertha BSC Berlin     | 0 - 2    |
| 08 - 10 - 1983 | SpVgg Fürth               | Rot-Weiss Lüdenscheid | 1 - 0    |
| 08 - 10 - 1983 | SpVgg Neu-Isenburg        | I. SC Göttingen 05    | 0 - 1    |
| 08 - 10 - 1983 | SV Heidingsfeld           | Hanovre 96            | 1 - 3    |
| 09 - 10 - 1983 | 1. FC Cologne II          | VfB Stuttgart         | 1 - 8    |

## Huitième de finale
Les résultats des huitièmes de finale
| Date           | Domicile                  | Extérieur                | Score    |
| -------------- | ------------------------- | ------------------------ | -------- |
| 18 - 12 - 1983 | SpVgg Fürth               | Borussia Mönchengladbach | 0 - 6    |
| 14 - 01 - 1984 | Hanovre 96                | 1. FC Cologne            | 3 - 2    |
| 14 - 01 - 1984 | FC Schalke 04             | Karlsruher SC            | 2 - 1    |
| 14 - 01 - 1984 | I. SC Göttingen 05        | Hertha BSC Berlin        | 0 - 1    |
| 14 - 01 - 1984 | VfB Stuttgart             | Hambourg SV              | 1 - 1 ap |
| 14 - 01 - 1984 | FC Uerdingen 05           | Bayern Munich            | 0 - 0 ap |
| 14 - 01 - 1984 | 1. FC Bocholt             | Eintracht Brunswick      | 3 - 1 ap |
| 31 - 01 - 1984 | Alemannia Aix-la-Chapelle | Werder Brême             | 0 - 1 ap |

Matchs rejoués
| Date           | Domicile      | Extérieur       | Score    |
| -------------- | ------------- | --------------- | -------- |
| 31 - 01 - 1984 | Hambourg SV   | VfB Stuttgart   | 3 - 4 ap |
| 31 - 01 - 1984 | Bayern Munich | FC Uerdingen 05 | 1 - 0    |

## Quarts de finale
Les résultats des quarts de finale
| Date           | Domicile          | Extérieur                | Score    |
| -------------- | ----------------- | ------------------------ | -------- |
| 03 - 03 - 1984 | Hanovre 96        | Borussia Mönchengladbach | 0 - 1    |
| 03 - 03 - 1984 | 1. FC Bocholt     | Bayern Munich            | 1 - 2    |
| 13 - 03 - 1984 | Werder Brême      | VfB Stuttgart            | 1 - 0    |
| 14 - 03 - 1984 | Hertha BSC Berlin | FC Schalke 04            | 3 - 3 ap |

Match rejoué
| Date           | Domicile      | Extérieur         | Score |
| -------------- | ------------- | ----------------- | ----- |
| 27 - 03 - 1984 | FC Schalke 04 | Hertha BSC Berlin | 2 - 0 |

## Demi-finales
Les résultats des demi-finales
| Date           | Domicile                 | Extérieur     | Score    |
| -------------- | ------------------------ | ------------- | -------- |
| 01 - 05 - 1984 | Borussia Mönchengladbach | Werder Brême  | 5 - 4 ap |
| 02 - 05 - 1984 | FC Schalke 04            | Bayern Munich | 6 - 6 ap |

Match rejoué
| Date           | Domicile      | Extérieur     | Score |
| -------------- | ------------- | ------------- | ----- |
| 09 - 05 - 1984 | Bayern Munich | FC Schalke 04 | 3 - 2 |

## Finale
| Entraîneur : |
| Udo Lattek   |

| Entraîneur :  |
| Jupp Heynckes |

| Entraîneur : |
| Udo Lattek   |

| Entraîneur :  |
| Jupp Heynckes |